# Mark Buehrle
Mark Alan Buehrle, född den 23 mars 1979 i St. Charles i Missouri, är en amerikansk före detta professionell basebollspelare som spelade 16 säsonger i Major League Baseball (MLB) 2000–2015. Buehrle var vänsterhänt pitcher.
Buehrle spelade för Chicago White Sox (2000–2011), Miami Marlins (2012) och Toronto Blue Jays (2013–2015).
Bland Buehrles främsta meriter kan nämnas att han vann World Series med White Sox 2005, togs ut till fem all star-matcher och vann fyra Gold Glove Awards. Han pitchade under karriären två no-hitters. Den första kom den 18 april 2007. Den andra var en perfect game, den blott 18:e i MLB:s långa historia, och inträffade den 23 juli 2009. White Sox pensionerade Buehrles tröjnummer 56 i juni 2017.